# Paolo Zonca
Paolo Zonca (Gorizia, 13 maggio 1997) è un pallavolista italiano, schiacciatore dello Ziraat Bankası.

## Carriera

### Nazionale
Nel 2019 ha vinto la medaglia d'oro alle Universiadi di Napoli.

## Palmarès

### Squadra
- Campionato spagnolo: 2

Guaguas: 2022-2023, 2023-2024
- Supercoppa spagnola: 1

Guaguas: 2023
- Coppa Iberica: 1

Guaguas: 2023
- Coppa CEV: 1

Ziraat Bankası: 2024-25

### Nazionale (competizioni minori)
- Campionato europeo Under-19 2015
- Universiade 2019